# Festival des 3 Continents 1983
Le Festival des 3 Continents 1983, 5e édition du festival, s'est déroulé du 22 au 29 novembre 1983.

## Déroulement et faits marquants
Outre la compétition, la 5e édition du festival propose un rétrospective du réalisateur chinois Xie Jin et un panorama du cinéma mexicain.

## Jury
- Jean-François Stévenin : acteur et réalisateur français
- Eiko Matsuda : actrice japonaise
- Hubert Niogret : critique français
- David Overbey : directeur du Festival de Toronto
- Serge Le Péron : réalisateur français

## Sélection

### En compétition
| Titre                    | Réalisation       | Pays        |
| ------------------------ | ----------------- | ----------- |
| Angela Markado           | Lino Brocka       | Philippines |
| Ashes and Embers         | Hailé Gerima      | États-Unis  |
| That Day, on the Beach   | Edward Yang       | Taïwan      |
| Chan a disparu           | Wayne Wang        | Chine       |
| Derman                   | Şerif Gören       | Turquie     |
| Derrière la moustiquaire | Teguh Karya       | Indonésie   |
| Fils du Nord-Est         | Vichit Kounavudhi | Thaïlande   |
| Le Lutteur               | Padmarajan        | Inde        |
| My Brother's Wedding     | Charles Burnett   | États-Unis  |
| Porte-bonheur            | Huang Jian-zhong  | Chine       |
| Sergent Getulio          | Hermanno Penna    | Brésil      |

### Autres programmations
- Rétrospective Xie Jin
- Panorama du cinéma mexicain

## Palmarès
- Montgolfière d'or : Angela Markado de Lino Brocka[1]